# Avihu Ben Nun
Avihu Ben Nun (hebrejsky: אביהו בן נון; narozen 24. prosince 1939) je penzionovaný generál Izraelských obranných sil. V letech 1987 až 1992 působil jako v pořadí jedenáctý velitel Izraelského vojenského letectva.

## Biografie
Do Izraelského vojenského letectva nastoupil v roce 1957 a stal se bojovým pilotem. V roce 1963 začal létat na strojích Dassault Mirage III a v předvečer šestidenní války v roce 1967 se stal zástupcem velitele 116. eskadry letounů Dassault Mystère IV známé jako „obránci jihu.“ Po válce mu bylo svěřeno velení 119. eskadry, která v té době sídlila na letecké základně Tel Nof. V červenci 1967 Ben Nun sestřelil nad Suezským průplavem egyptský MiG-21 a další v říjnu téhož roku.
V březnu 1969 začal létat na letounu F-4 Phantom II. V září 1969 se stal velitelem 69. eskadry, které velel během opotřebovací války, v níž se mimo jiné účastnil operace Rimon 20. V průběhu války sestřelil další egyptský MiG-21 a syrský Suchoj Su-7. Během jomkipurské války v roce 1973 měl na starosti velení ofenzivních leteckých operací.
V roce 1975 byl jmenován velitelem taktických operací při velitelství izraelského letectva. V letech 1977 až 1982 velel leteckým základnám Chacor a Tel Nof. V roce 1982 velel operačnímu oddělení letectva. O rok později dostal na starost plánování operací letectva. V roce 1985 stanul v čele plánovacího oddělení letectva a byl povýšen do hodnosti generálmajora (aluf). O dva roky později se stal velitelem letectva, když nahradil Amose Lapidota.
Během jeho působení v této funkci začalo letectvo využívat bojové vrtulníky AH-64 Apache a převzalo další dodávku amerických letounů F-16 Fighting Falcon. Pod jeho velením provedlo letectvo na 500 operací proti teroristickým skupinám v Libanonu. V roce 1992 předal velení letectva Herzlu Bodingerovi a odešel z armády.
V roce 1995 mu byla diagnostikována Parkinsonova nemoc.